# Antsianaka
Antsianaka es un género de coleóptero de la familia Chrysomelidae.

## Especies
Las especies de este género son:
- Antsianaka cerambycina Bechyne, 1964
- Antsianaka discophora Bechyne, 1964
- Antsianaka elegantula Jacoby, 1892
- Antsianaka oxyops Fairmaire, 1901
- Antsianaka perrieri Fairmaire, 1901
- Antsianaka prasinella Fairmaire, 1898
- Antsianaka pulchella Duvivier, 1891
- Antsianaka rufipennis Duvivier, 1891
- Antsianaka rugipennis Fairmaire, 1901
- Antsianaka viridis Jacoby, 1892